# Constitución de Fráncfort de 1849

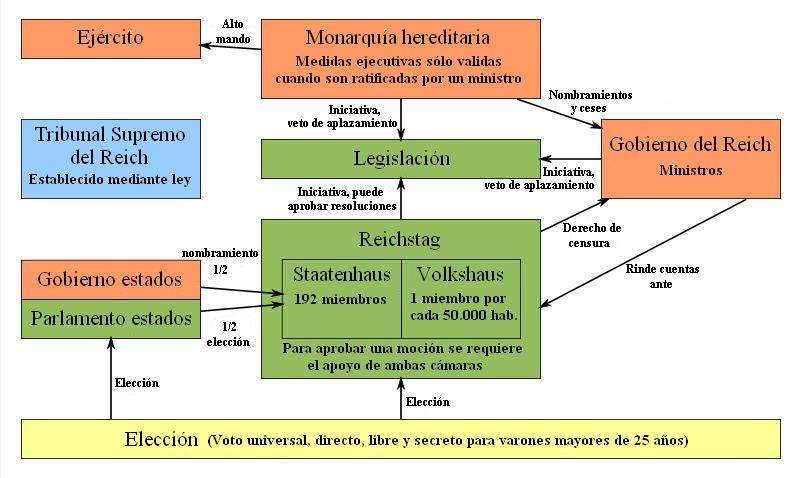
Esquema de la constitución de 1849.

Enseña usada por la flota imperial, 1848-1852.

La Constitución de Fráncfort de 1849, conocida en alemán como Paulskirchenverfassung —«Constitución de la Paulskirche»—, fue la primera constitución de un imperio alemán (nótese que el término "Imperio alemán" se asocia generalmente con el fundado en 1871 por Otto von Bismarck, pero que este no fue el primero). El título real del documento era Verfassung des Deutschen Reiches, «Constitución del Imperio Alemán». Fue proclamada por el parlamento reunido en la Paulskirche de Fráncfort el 27 de marzo de 1849 y entró en vigor el 28 de marzo, cuando fue publicada en el boletín del estado Reichs-Gesetz-Blatt 1849, páginas 101 a 147.
Esta constitución suponía la fundación de iure de un imperio alemán unido, sucesor de la Confederación Germánica. Sin embargo, de facto, la mayor parte de los príncipes alemanes no eran proclives a ceder su soberanía y se opusieron al documento, de modo que este fracasó y la Confederación Germánica se reinstauró un año más tarde. Por otro lado, este primer y democrático Imperio alemán tuvo que librar con su reducida Reichsflotte (flota imperial), fundada apenas un año antes, la batalla de Heligoland (1849), enmarcada en la primera guerra de Schleswig. La enseña negra-roja-dorada de esta flota fue una de los primeros ejemplos de uso oficial de la actual bandera de Alemania.

Estados que adoptaron la Constitución en abril de 1849: los «Estados de la Nota de los Veintiocho», en amarillo; Württemberg y las regiones de Sajonia, Palatinado y Holstein, en anaranjado.

Tras arduas negociaciones, el parlamento ratificó completamente la Constitución Imperial el 27 de marzo de 1849. Se sacó adelante por un estrecho margen de 267 contra 263 votos. La versión aprobada incluía la creación de un emperador hereditario (Erbkaisertum); esta figura había sido apoyada por un grupo de monárquicos liderados por Heinrich von Gagern con el apoyo de la en un principio reacia fracción política "Westendhall", liderada por August Heinrich Simon. En primera instancia esta solución se había rechazado, pero al final se aceptó porque todas las alternativas, como una monarquía electiva o un gobierno con presidencia rotatoria, eran aún menos factibles y no agrupaban apoyos amplios. Lo mismo sucedía con el modelo republicano inspirado en los Estados Unidos que exigían las izquierdas radicales.
La soberanía popular estaría representada por un parlamento bicameral, con una cámara baja (Volkshaus) elegida por sufragio directo y una cámara alta (Staatenhaus) de representativos enviados por cada uno de los estados confederados. La mitad de cada delegación territorial en la cámara alta estaría nombrada por el gobierno y la otra mitad por el parlamento del estado del estado correspondiente.
El texto constitucional comenzaba con el párrafo 1, frase 1: „Das deutsche Reich besteht aus dem Gebiete des bisherigen deutschen Bundes.“ ("El Imperio alemán comprende el área de la antigua Confederación Germánica").